# Hovatoma impressicollis
Hovatoma impressicollis là một loài bọ cánh cứng trong họ Cerambycidae.